# Vlag van Cadier en Keer

gemeentevlag van Cadier en Keer (tot 1982)

Van de vlag van Cadier en Keer is niet bekend of deze ooit is ingesteld als de gemeentelijke vlag van de voormalige Limburgse gemeente Cadier en Keer, maar hij werd wel als zodanig gebruikt. In de vergadering van 11 februari 1965 stelde de raad de volgende gemeentevlag voor:
A. de vlag zal bestaan uit drie horizontale banen in de volgorde (van boven naar beneden) 1. groen (sniopel); 2. geel (goud) 3. rood, waarbij de middenbaan geel is versmald; B. de hoogte der vlag (gemeten langs de broekingzijde) zal zich verhouden als 2:3; C. de hoogte der horizontale banen zal zich verhouden (van boven naar beneden) als 9:6:9; een en ander zoals afgebeeld op de bij dit besluit behorende en als zo nodig gewaarmerkte en in de omschreven kleuren weergegeven afbeelding van de gemeentevlag.
Het is onbekend of deze vlag ook is aangenomen.
Sinds 1982 is de vlag niet langer als gemeentevlag in gebruik omdat de gemeente opging in de gemeente Margraten. De vlag kan als volgt worden beschreven:
Drie banen van groen, geel en rood waarvan de hoogten zich verhouden als 3:2:3.
De kleuren zijn ontleend aan de velden van het gemeentewapen. Groen stond voor Cadier, geel voor St. Antoniusbank en rood voor Keer.

## Verwante afbeelding

Wapen van Cadier en Keer

Ambt Montfort 
· Amby 
· Arcen en Velden 
· Baexem 
· Beegden 
· Belfeld 
· Bemelen 
· Berg en Terblijt 
· Bocholtz 
· Born 
· Broekhuizen 
· Cadier en Keer 
· Echt 
· Eijsden 
· Elsloo 
· Eygelshoven 
· Geleen 
· Grathem 
· Grubbenvorst 
· Haelen 
· Heel 
· Heel en Panheel 
· Heer 
· Helden 
· Herten
· Heythuysen 
· Hoensbroek 
· Horn 
· Horst 
· Hulsberg 
· Hunsel 
· Kessel 
· Klimmen 
· Limbricht 
· Linne 
· Maasbracht 
· Maasbree 
· Margraten 
· Meerlo-Wanssum 
· Meijel 
· Melick en Herkenbosch 
· Montfort 
· Munstergeleen 
· Neer 
· Nieuwenhagen 
· Nieuwstadt 
· Nuth 
· Ohé en Laak 
· Onderbanken 
· Ottersum 
· Posterholt 
· Roggel 
· Roggel en Neer 
· Schaesberg 
· Schinnen 
· Sevenum 
· Sint Odiliënberg 
· Sittard 
· Stevensweert 
· Stramproy 
· Susteren 
· Swalmen 
· Tegelen 
· Thorn 
· Ubach over Worms 
· Ulestraten 
· Urmond 
· Valkenburg-Houthem 
· Vlodrop 
· Wessem 
· Wittem